# Округ Скотс Блаф (Небраска)
Скотс Блаф (енгл. Scotts Bluff County) је округ у америчкој савезној држави Небраска.

## Демографија
По попису из 2010. године број становника је 36.970, што је 19 (0,1%) становника више него 2000. године.
| Група             | 2000.          | 2010.          |
| Белци             | 29.457 (79,7%) | 27.931 (75,6%) |
| Афроамериканци    | 98 (0,3%)      | 204 (0,6%)     |
| Азијати           | 212 (0,6%)     | 218 (0,6%)     |
| Хиспаноамериканци | 6.352 (17,2%)  | 7.785 (21,1%)  |
| Укупно            | 36.951         | 36.970         |